# دانييلي غريغوري
دانييلي غريغوري (بالإيطالية: Daniele Gregori)‏ هو لاعب كرة قدم إيطالي في مركز الدفاع، ولد في 18 فبراير 1977 في فولينيو في إيطاليا. لعب مع برو سيستو 1913 ونادي بيسكارا ونادي بينيفينتو ونادي جنوى ونادي ساليرنيتانا ونادي فينيزيا ونادي كومو.